# Wiesmoor-Klinge
Wiesmoor-Klinge ist der Name eines Naturschutzgebietes in den niedersächsischen Gemeinden Wiesmoor und Großefehn im Landkreis Aurich.
Das Naturschutzgebiet mit dem Kennzeichen NSG WE 249 ist 351 Hektar groß. Es ist zu einem großen Teil Bestandteil des FFH-Gebietes „Kollrunger Moor und Klinge“. Bei dem Naturschutzgebiet handelt es sich um ein nordwestlich von Wiesmoor liegenden Hochmoorkomplex. Das Moor wurde in der Vergangenheit großflächig abgetorft. Seit dem Ende der Nutzung kann sich das Moor durch Wiedervernässung regenerieren. Im Norden und Süden wird das Moorgebiet durch Grünland begrenzt.
Das Gebiet steht seit dem 21. September 2006 unter Naturschutz. Zuständige untere Naturschutzbehörde ist der Landkreis Aurich.